# Lubbeek
Lubbeek is een gemeente in de Belgische provincie Vlaams-Brabant, in de regio Hageland.

## Geschiedenis
In de 17e eeuw werd Pellenberg een baronie. In 1781 werd de steenweg tussen Leuven en Diest voltooid, die ook door Lubbeek liep en waarheen de parochie Sint-Bernard zou ontstaan. Bij de Tiendaagse Veldtocht in 1831 werd ook gevochten in Lubbeek en in Pellenberg werd uiteindelijk het wapenstilstandsverdrag getekend dat een einde maakte aan deze veldtocht.

### Tweede Wereldoorlog
De gemeente werd rond 18 mei 1940 bezet door het Duitse leger en bevrijd op 4 september 1944.

#### Weerstand
Vele inwoners van Lubbeek namen deel aan het gewapend verzet. Minstens 53 weerstanders werden naar het Auffanglager van Breendonk gedeporteerd.

## Geografie

### Kernen
Tijdens de fusie van Belgische gemeenten in 1977 kreeg Lubbeek er drie deelgemeenten bij, namelijk Pellenberg, Binkom en Linden.

#### Tabel
| # | Naam       | Opp. (km²) | Inwoners (2020) | Inwoners per km² | NIS-code |
| - | ---------- | ---------- | --------------- | ---------------- | -------- |
| 1 | Lubbeek    | 23,37      | 5.680           | 243              | 24066A   |
| 2 | Binkom     | 7,81       | 1.530           | 196              | 24066B   |
| 3 | Linden     | 5,99       | 5.053           | 844              | 24066D   |
| 4 | Pellenberg | 8,11       | 2.293           | 283              | 24066C   |

### Topografie
Lubbeek is vrij heuvelachtig en heeft een gemengd agrarisch-residentieel karakter. Linden verstedelijkt steeds meer omwille van de nabijheid van Leuven, en kent dan ook een groot aantal inwijkelingen, terwijl Binkom nog helemaal het Hagelands karakter vertoont. Het op een na hoogste punt van Vlaams-Brabant ligt in Pellenberg, met een hoogte van 106 meter.

### Aangrenzende gemeenten
Buurgemeenten zijn Leuven in het westen, Holsbeek en Tielt-Winge in het noorden, Bierbeek, Boutersem en Tienen in het zuiden en Glabbeek in het oosten.

## Bezienswaardigheden

### Bouwkundig erfgoed
- Het Kasteel van Lubbeek
- Het Kasteel Gellenberg
- Het Kasteel van Brakum
- De Sint-Martinuskerk

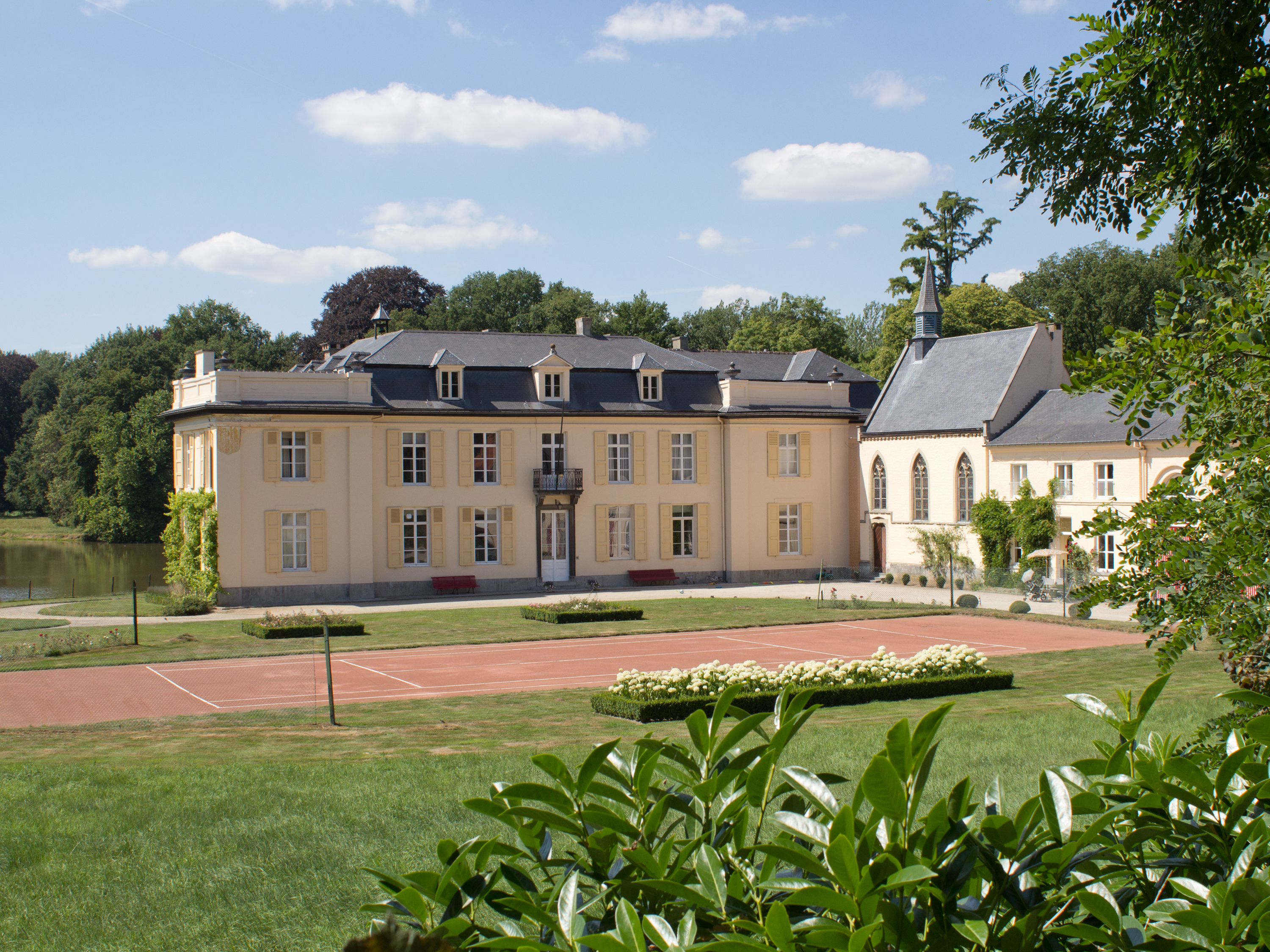
Kasteel van Lubbeek

- De Sint-Bernardusmolen in de plaats Sint-Bernard
- De Sint-Martensmolen

### Houtig erfgoed
- Een beschermde rij knoteiken in de Klein Drogenhofstraat
- Een beschermde bomengroep van hulst in de Klein Drogenhofstraat

## Natuur en landschap
Lubbeek ligt in het Hageland op een hoogte van 35-100 meter. 
Natuurgebieden zijn onder meer De Spicht (met Molenbroek en Goorbroek), het Kalvariebos en het park van het Kasteel van Brakum.

## Demografie

### Demografische evolutie deelgemeente voor de fusie
- Bronnen:NIS, Opm:1831 tot en met 1970=volkstellingen, 1976= inwonersaantal op 31 december

### Demografische ontwikkeling van de fusiegemeente
Alle historische gegevens hebben betrekking op de huidige gemeente, inclusief deelgemeenten, zoals ontstaan na de fusie van 1 januari 1977.
- Bronnen:NIS, Opm:1831 tot en met 1981=volkstellingen; 1990 en later= inwonertal op 1 januari

| Inwoners van jaar tot jaar op 1 januari 1992 tot heden | Inwoners van jaar tot jaar op 1 januari 1992 tot heden | Inwoners van jaar tot jaar op 1 januari 1992 tot heden |
| jaar                                                   | Aantal                                                 | Evolutie: 1992=index 100                               |
| ------------------------------------------------------ | ------------------------------------------------------ | ------------------------------------------------------ |
| 1992                                                   | 12.691                                                 | 100,0                                                  |
| 1993                                                   | 12.872                                                 | 101,4                                                  |
| 1994                                                   | 12.984                                                 | 102,3                                                  |
| 1995                                                   | 13.115                                                 | 103,3                                                  |
| 1996                                                   | 13.195                                                 | 104,0                                                  |
| 1997                                                   | 13.392                                                 | 105,5                                                  |
| 1998                                                   | 13.485                                                 | 106,3                                                  |
| 1999                                                   | 13.592                                                 | 107,1                                                  |
| 2000                                                   | 13.620                                                 | 107,3                                                  |
| 2001                                                   | 13.602                                                 | 107,2                                                  |
| 2002                                                   | 13.620                                                 | 107,3                                                  |
| 2003                                                   | 13.606                                                 | 107,2                                                  |
| 2004                                                   | 13.540                                                 | 106,7                                                  |
| 2005                                                   | 13.585                                                 | 107,0                                                  |
| 2006                                                   | 13.660                                                 | 107,6                                                  |
| 2007                                                   | 13.740                                                 | 108,3                                                  |
| 2008                                                   | 13.787                                                 | 108,6                                                  |
| 2009                                                   | 13.766                                                 | 108,5                                                  |
| 2010                                                   | 13.772                                                 | 108,5                                                  |
| 2011                                                   | 13.885                                                 | 109,4                                                  |
| 2012                                                   | 13.953                                                 | 109,9                                                  |
| 2013                                                   | 14.046                                                 | 110,7                                                  |
| 2014                                                   | 14.127                                                 | 111,3                                                  |
| 2015                                                   | 14.213                                                 | 112,0                                                  |
| 2016                                                   | 14.206                                                 | 111,9                                                  |
| 2017                                                   | 14.270                                                 | 112,4                                                  |
| 2018                                                   | 14.393                                                 | 113,4                                                  |
| 2019                                                   | 14.559                                                 | 114,7                                                  |
| 2020                                                   | 14.556                                                 | 114,7                                                  |
| 2021                                                   | 14.728                                                 | 116,1                                                  |
| 2022                                                   | 14.776                                                 | 116,4                                                  |
| 2023                                                   | 14.911                                                 | 117,5                                                  |
| 2024                                                   | 15.124                                                 | 119,2                                                  |
| 2025                                                   | 15.236                                                 | 120,1                                                  |

## Mobiliteit

### Openbaar vervoer
Het openbaar vervoer in de gemeente Lubbeek wordt verzorgd door De Lijn. Door de nabijheid van de stad Leuven worden alle deelgemeentes goed ontsloten. Belangrijke buslijnen zijn lijn 3, lijn 485 en de lijnenbundel 370 (370-371-373-374).
- Lijn 3 (Leuven, Gasthuisberg Campus - Pellenberg, Kliniek - Lubbeek) neemt de frequente bediening van Lubbeek en Pellenberg in relatie met Leuven waar.
- Lijn 485 (snelbus Leuven Station - Lubbeek - Tienen) die een snelle verbinding biedt tussen Lubbeek en Leuven via de N2.
- Lijnenbundel 370 die Leuven met Diest verbindt via de N2. Er zijn vertakkingen naar Linden (371), Lubbeek (373) en Houwaart (374).

Daarnaast zijn er nog de schoolbuslijnen (524, 525, 527, 585 en 590) die Lubbeek en de deelgemeenten verbinden met de scholen in Leuven, Tienen en Aarschot, en een marktbus (685) tussen Lubbeek en Tienen.

### Wandelwegen
Lubbeek is een vrij groene gemeente met tal van wandel- en fietsmogelijkheden.

## Politiek
De gemeenteraad telt 23 leden, en het schepencollege bestaat uit 6 personen. Theo Francken (N-VA) is titelvoerend burgemeester, maar wordt vanwege zijn functie als federaal minister vervangen door waarnemend burgemeester Davy Suffeleers. Hij leidt een coalitie bestaande uit N-VA Plus en Lubbeek Leeft. Samen vormen ze de meerderheid met 16 op 23 zetels.

#### Lijst van burgemeesters
| Tijdspanne | Tijdspanne   | Burgemeester                                                                                                |
| ---------- | ------------ | --- |
|            | 1983 - 2000  | Roger Wierinckx (PVV/VLD)                                                                                   |
|            | 2001 - 2012  | Freddy Vranckx (VLD/Open Vld)                                                                               |
|            | 2013 - heden | Theo Francken (N-VA) (titelvoerend van 11 oktober 2014 tot 2 januari 2019 en van 3 februari 2025 tot heden) |
|            | 2014         | Paul Duerinckx (CD&V) (waarnemend tot de definitieve benoeming van Tania Roskams)                           |
|            | 2014 - 2018  | Tania Roskams (N-VA) (waarnemend)                                                                           |
|            | 2025 - heden | Davy Suffeleers (N-VA) (waarnemend)                                                                         |

### Resultaten gemeenteraadsverkiezingen sinds 1976
| Partij of kartel     | Partij of kartel                      | 10-10-1976 | 10-10-1976 | 10-10-1982 | 10-10-1982 | 9-10-1988 | 9-10-1988 | 9-10-1994 | 9-10-1994 | 8-10-2000 | 8-10-2000 | 8-10-2006 | 8-10-2006 | 14-10-2012 | 14-10-2012 | 14-10-2018 | 14-10-2018 | 13-10-2024 | 13-10-2024 |
| Stemmen / Zetels     | Stemmen / Zetels                      | %          | 19         | %          | 21         | %         | 21        | %         | 21        | %         | 23        | %         | 23        | %          | 23         | %          | 23         | %          | 25         |
| -------------------- | ------------------------------------- | ---------- | ---------- | ---------- | ---------- | --------- | --------- | --------- | --------- | --------- | --------- | --------- | --------- | ---------- | ---------- | ---------- | ---------- | ---------- | ---------- |
|                      | SP1/ sp.a2/ Groen-sp.aA/ Vooruit3     | 5,71       | 0          | 10,411     | 1          | 10,951    | 1         | 10,321    | 1         | 8,621     | 1         | 9,322     | 2         | 16,01A     | 3          | -          |            | 5,53       | 0          |
|                      | Agalev1/ Groen!2/ Groen-sp.aA/ Groen3 | -          |            | -          |            | -         |           | 8,861     | 1         | 12,211    | 2         | 10,812    | 2         | 16,01A     | 3          | 19,03      | 4          | 15,73      | 4          |
|                      | CVP1/ CD&V2                           | 30,931     | 6          | 41,681     | 9          | 37,751    | 8         | 31,331    | 7         | 30,551    | 8         | 30,672    | 8         | 23,722     | 6          | 17,82      | 4          | 19,52      | 5          |
|                      | N-VA1/ N-VA PlusB                     | -          |            | -          |            | -         |           | -         |           | -         |           | 4,961     | 0         | 25,681     | 7          | 34,51      | 9          | 38,9B      | 12         |
|                      | PVV1/ VLD2/ Open Vld3/ N-VA PlusB     | 40,471     | 9          | 47,911     | 11         | 51,31     | 12        | 46,012    | 12        | 45,062    | 12        | 35,152    | 10        | 19,833     | 5          | 12,23      | 2          | 38,9B      | 12         |
|                      | Lubbeek Leeft                         | -          |            | -          |            | -         |           | -         |           | -         |           | -         |           | 9,75       | 2          | 16,4       | 4          | 17,0       | 4          |
|                      | Vlaams Belang                         | -          |            | -          |            | -         |           | -         |           | -         |           | 9,09      | 1         | 2,04       | 0          | -          |            | 3,5        | 0          |
|                      | V.D.V.                                | -          |            | -          |            | -         |           | 1,78      | 0         | 3,56      | 0         | -         |           | -          |            | -          |            | -          |            |
|                      | GL                                    | 22,89      | 4          | -          |            | -         |           | -         |           | -         |           | -         |           | -          |            | -          |            | -          |            |
| Anderen(*)           | Anderen(*)                            | -          |            | -          |            | -         |           | 1,71      | 0         | -         |           | -         |           | 2,97       | 0          | -          |            | -          |            |
| Totaal stemmen       | Totaal stemmen                        | 6699       | 6699       | 7902       | 7902       | 8727      | 8727      | 9633      | 9633      | 9989      | 9989      | 10246     | 10246     | 10246      | 10246      | 10546      | 10546      | 8202       | 8202       |
| Opkomst %            | Opkomst %                             |            |            |            |            | 96,61     | 96,61     | 95,59     | 95,59     | 94,09     | 94,09     | 95,08     | 95,08     | 93,05      | 93,05      | 93,1       | 93,1       | 69,6       | 69,6       |
| Blanco en ongeldig % | Blanco en ongeldig %                  | 2,33       | 2,33       | 3,09       | 3,09       | 3,4       | 3,4       | 3,33      | 3,33      | 5,39      | 5,39      | 3,46      | 3,46      | 1,48       | 1,48       | 2,3        | 2,3        | 0,4        | 0,4        |

De rode cijfers en letters naast de gegevens duiden aan onder welke naam de partijen telkens bij een verkiezing opkwamen.

De zetels van de gevormde meerderheid staan vetjes afgedrukt. De grootste partij is in kleur.

(*) 1994: W.O.W. (1,71%) / 2012: Gemeentebelangen (1,69%), Vooruit (1,28%)

## Economie
Het gemiddeld belastbaar inkomen in Lubbeek lag in 2004 op 17.964 euro, waarmee de gemeente de zesde plaats in België bekleedt. Op het vlak van sociale huurwoningen scoort Lubbeek met 8 eenheden dan weer ver beneden het Vlaamse streefcijfer van 5%, wat voor Lubbeek overeenkomt met ongeveer 250 woningen. In een onderzoek in 2006 van de UCLouvain kwam Lubbeek naar voren als een gemeente waarin het goed leven is, alhoewel de dienstverlening op landelijk niveau bij de mindere behoort.

## Sport
In Lubbeek kunnen er meerdere sporten beoefend worden, met onder meer:
- Volleybal (Lizards Lubbeek-Leuven)
- Voetbal (VK Linden, FC Binkom en SMS Lubbeek)
- Paardrijden
- Basketbal
- Badminton

## Bekende Lubbekenaren
Bekende personen die geboren of woonachtig zijn of waren in Lubbeek of een andere significante band met de gemeente hebben:
- Félix de Liem (1792-1875), minister
- Joseph François Van den Berghe de Binckum (1804-1872), volksvertegenwoordiger en burgemeester
- Augustin Caluwaerts (1856-1929), volksvertegenwoordiger, burgemeester en arts
- Louis Claes (1861-1920), volksvertegenwoordiger
- Leon Lontie (1902-1966), arts en politicus
- Roger Wierinckx (1927), politicus
- Paul De Wyngaert (1954), radio-dj en producer
- Assunta Geens (1954), actrice, muzikante en politica
- Dré Steemans (1954-2009), televisiepresentator
- Martine Tanghe (1955-2023), nieuwsanker
- Diane De Keyzer (1958), schrijfster
- Rita Vrancken (1964), schrijfster
- Hans Vandenberg (1964), politicus
- Jan Vervloet (1970), techno-tranceproducer, liedjesschrijver en dj
- Theo Francken (1978), politicus
- Ken De Dycker (1984), motorcrosser
- Arnout Coel (1985), politicus

## Nabijgelegen kernen
Sint-Bernard, Sint-Joris-Winge, Binkom, Kerkom, Boutersem, Pellenberg